# Astroides calycularis
Astroides calycularis är en korallart som först beskrevs av Peter Simon Pallas 1766.  Astroides calycularis ingår i släktet Astroides och familjen Dendrophylliidae. Inga underarter finns listade i Catalogue of Life.

## Bildgalleri

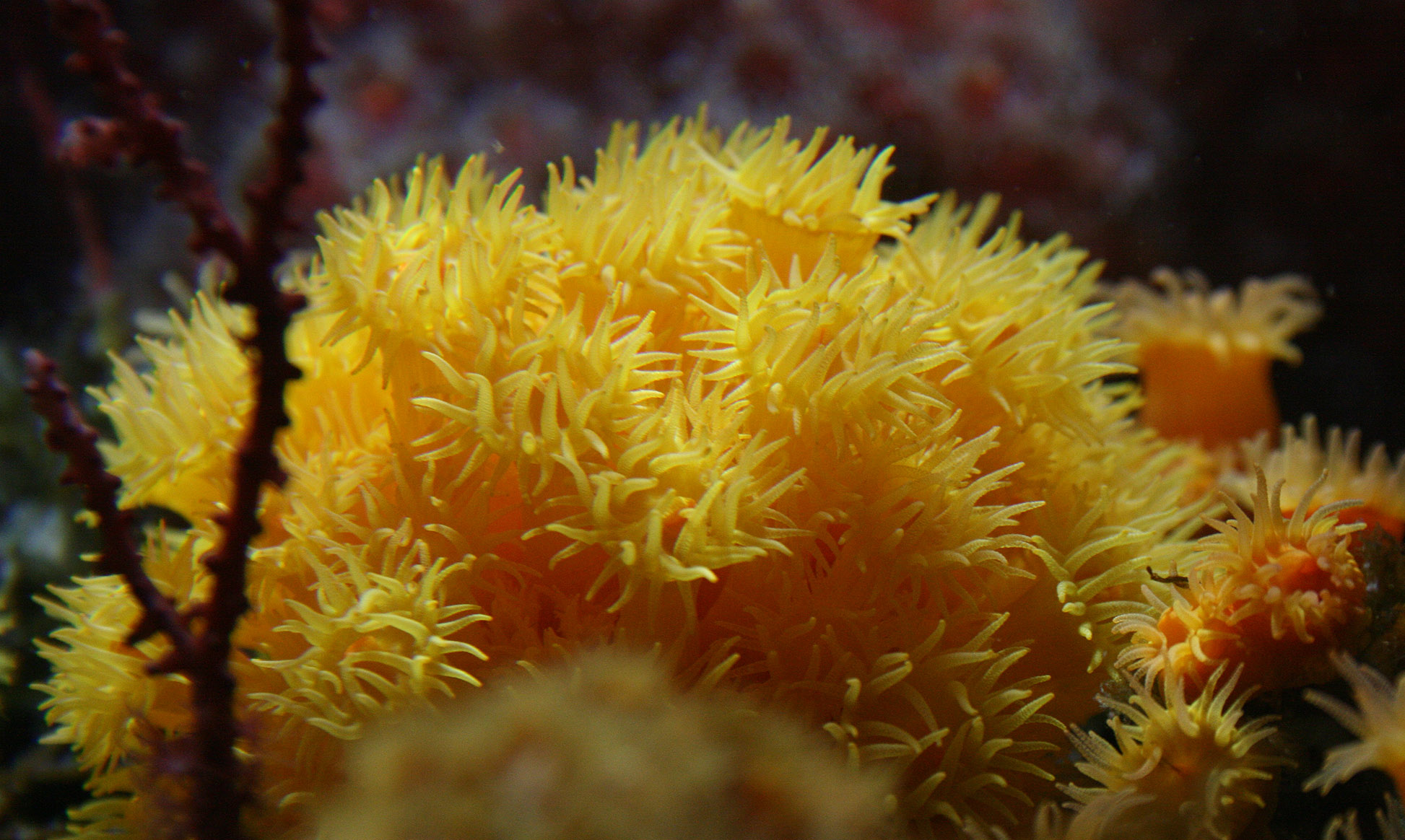
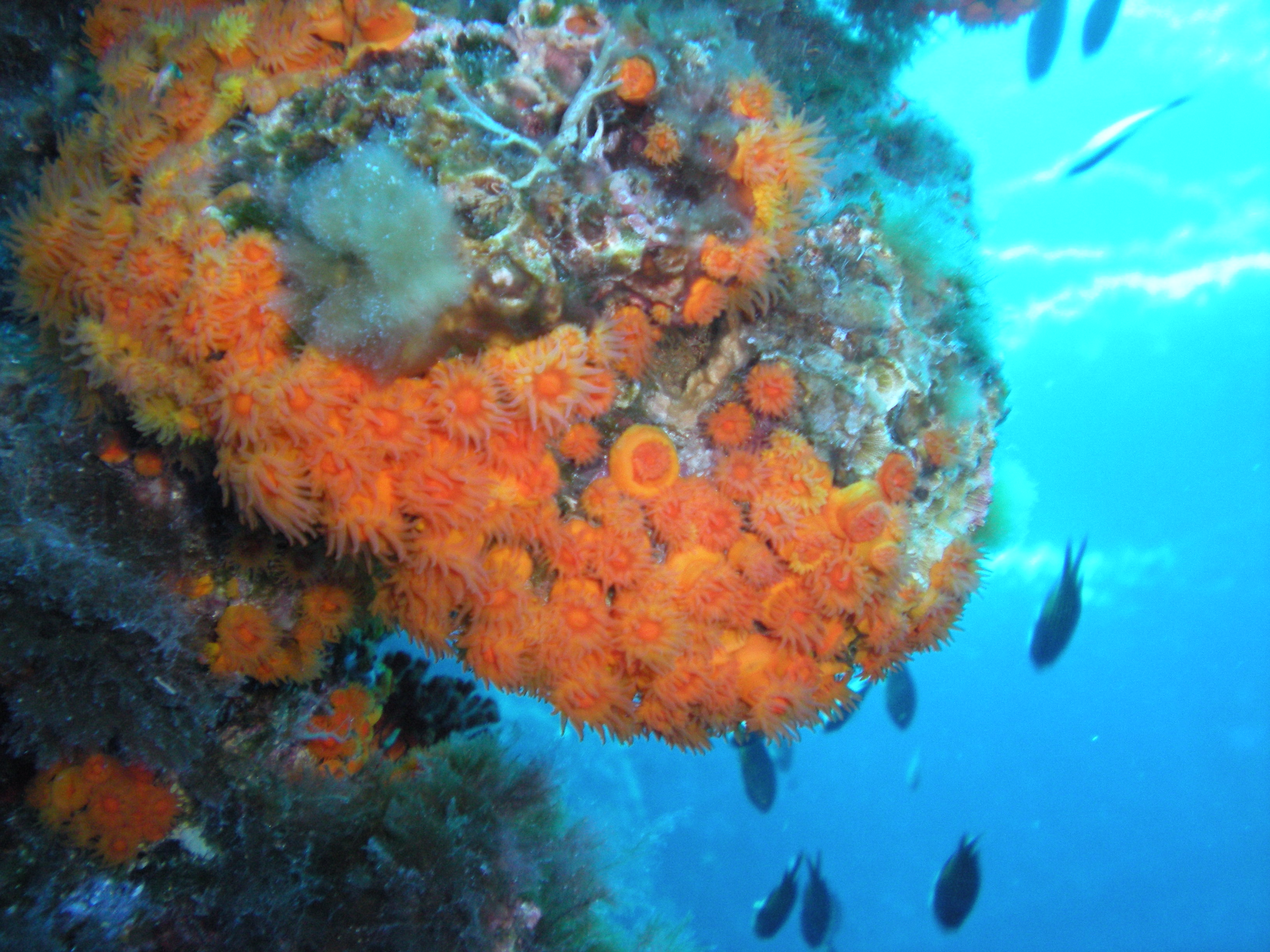